# Лисичино (Куньинский район)
Лисичино — деревня на юге Куньинского района Псковской области России. Входит в состав Долговицкой волости.
Расположена на юге района, в 75 км к югу от районного центра, посёлка Кунья и в 6 км к югу от волостного центра, деревни Долговица.

## Население
Численность населения деревни составляет 37 жителей (2000 год).
Население на 2021 год отсутствует.

## История
До 2005 года деревня входила в состав ныне упразднённой Крестовской волости.